# 弘道 (足立区)
弘道（こうどう）は、東京都足立区の町名。現行行政地名は弘道一丁目及び弘道二丁目。全域が住居表示が実施されている。

## 地理
東京都足立区南東部、綾瀬地区に属する。東は綾瀬、西は中央本町、南は西綾瀬、北は青井と接する。東辺を首都圏新都市鉄道つくばエクスプレスが通る。一丁目に足立区立弘道第一小学校、足立区立第十一中学校が置かれている。

### 地価
住宅地の地価は、2025年（令和7年）1月1日の公示地価によれば、弘道1-22-15の地点で38万1000円/m2となっている。

## 歴史
明治時代の市制町村制施行までの弘道は、江戸時代からの多数の村や新田の耕地が入り乱れ、1889年（明治22年）の町村制施行による町村合併でもそれらの複雑な境界は残されていた。その後、この近辺は幾度かの町村合併の中で周辺地域に分割編入されていったが、1966年（昭和41年）1月1日に住居表示が実施された。

### 地名の由来
住居表示実施の際に、地内を学区域としていた西綾瀬の足立区立弘道小学校の校名にちなんで「弘道」という新町名が採用された。弘道小学校の校名は論語の一節「子曰、人能弘道、非道弘人也（子曰く、人能く道を弘む。道の人を弘むるに非ず。）」から採用されている。

### 沿革
- 1966年（昭和41年）1月1日 - 四ツ家町・五反野北町・五兵衛町・伊藤谷西町の一部で住居表示が実施され、弘道一・二丁目が設置される。

## 世帯数と人口
2025年（令和7年）1月1日現在（足立区発表）の世帯数と人口は以下の通りである。
| 丁目       | 世帯数    | 人口    |
| ---------- | --------- | ------- |
| 弘道一丁目 | 2,187世帯 | 3,636人 |
| 弘道二丁目 | 2,042世帯 | 3,488人 |
| 計         | 4,229世帯 | 7,124人 |

### 人口の変遷
国勢調査による人口の推移。
| 年                 | 人口  |
| ------------------ | ----- |
| 1995年（平成7年）  | 8,045 |
| 2000年（平成12年） | 7,598 |
| 2005年（平成17年） | 6,989 |
| 2010年（平成22年） | 7,375 |
| 2015年（平成27年） | 6,893 |
| 2020年（令和2年）  | 7,168 |

### 世帯数の変遷
国勢調査による世帯数の推移。
| 年                 | 世帯数 |
| ------------------ | ------ |
| 1995年（平成7年）  | 3,601  |
| 2000年（平成12年） | 3,634  |
| 2005年（平成17年） | 3,456  |
| 2010年（平成22年） | 3,922  |
| 2015年（平成27年） | 3,741  |
| 2020年（令和2年）  | 4,041  |

## 学区
区立小・中学校に通う場合、学区は以下の通りとなる（2023年4月時点）。なお、足立区では学校選択制度を導入しており、区内全域から選択することが可能。ただし、小学校に関しては、2018年（平成30年）度から学区域または学区域に隣接する学校のみの選択になる。
| 丁目       | 番地     | 小学校                 | 中学校               |
| ---------- | -------- | ---------------------- | -------------------- |
| 弘道一丁目 | 全域     | 足立区立弘道第一小学校 | 足立区立第十一中学校 |
| 弘道二丁目 | 1〜19番  | 足立区立弘道第一小学校 | 足立区立第十一中学校 |
| 弘道二丁目 | 20番以降 | 足立区立弘道小学校     | 足立区立第十一中学校 |

## 事業所
2021年（令和3年）現在の経済センサス調査による事業所数と従業員数は以下の通りである。
| 丁目       | 事業所数  | 従業員数 |
| ---------- | --------- | -------- |
| 弘道一丁目 | 120事業所 | 680人    |
| 弘道二丁目 | 50事業所  | 233人    |
| 計         | 170事業所 | 913人    |

### 事業者数の変遷
経済センサスによる事業所数の推移。
| 年                 | 事業者数 |
| ------------------ | -------- |
| 2016年（平成28年） | 202      |
| 2021年（令和3年）  | 170      |

### 従業員数の変遷
経済センサスによる従業員数の推移。
| 年                 | 従業員数 |
| ------------------ | -------- |
| 2016年（平成28年） | 900      |
| 2021年（令和3年）  | 913      |

## 交通

### 鉄道
- 東武鉄道

東武伊勢崎線：五反野駅（駅の所在地は足立三丁目であるが、地理的にほとんど弘道と足立のほぼ境界上に位置する）

### 道路・橋梁
道路
- 都市計画道路
  - 補助第138号線

橋梁
- 綾瀬新橋

### バス
- 東武バス

## 施設
- 足立区立弘道第一小学校
- 足立区立第十一中学校
- のぞみ幼稚園
- 足立弘道郵便局
- 綾瀬警察署弘道交番

## その他

### 日本郵便
- 郵便番号 : 120-0013[3]（集配局 : 足立郵便局[17]）。